# Окропилашвили, Георгий Александрович
Георгий Александрович Окропилашвили (1916 год, село Сапрасия, Кутаисский уезд, Кутаисская губерния, Российская империя — дата смерти неизвестна, село Сапрасия, Ванский район, Грузинская ССР) — звеньевой колхоза «Октомбрис Монаповари» Ванского района, Грузинская ССР. Герой Социалистического Труда (1949).

## Биография
Родился в 1916 году в крестьянской семье в селе Сапрасия Кутаисского уезда (сегодня — Ванский муниципалитет). Окончил местную начальную школу. Трудился в частном сельском хозяйстве. В послевоенные годы возглавлял виноградарское звено в колхозе «Октомбрис Монаповари» Ванского района.
В 1948 году звено под его руководством собрало в среднем с каждого гектара по 106,6 центнеров винограда на участке площадью 3 гектара. Указом Президиума Верховного Совета СССР от 9 августа 1949 года удостоен звания Героя Социалистического Труда за «получение высоких урожаев винограда в 1948 году» с вручением ордена Ленина и золотой медали «Серп и Молот».
Этим же Указом звание Героя Социалистического Труда получили также председатель Ванского райисполкома Андрей Сепович Ломинадзе, первый секретарь Ванского райкома партии Григорий Алексеевич Цховребадзе, заведующий районного отдела сельского хозяйства Герман Онифантович Маглакелидзе, главный районный агроном Константин Семёнович Ткешелашвили и труженик одного из колхозов Ванского района звеньевой Сергей Доментиевич Хубулава.
После выхода на пенсию проживал в родном селе. Дата смерти не установлена.